# Oncidium panamense
Oncidium panamense är en orkidéart som beskrevs av Rudolf Schlechter. Oncidium panamense ingår i släktet Oncidium och familjen orkidéer. Inga underarter finns listade i Catalogue of Life.